# 퍼거스오토
퍼거스오토(영어: FergusAUTO)는 는 신차 트렌드, 신차 소식과 프로모션 시승기 등 자동차 관련 정보와 소식을 다루는 자동차 전문 채널이다. 2024년 10월 22일 창간되었다.

## 상세
해외 자동차 브랜드별 신차 소식과 업데이트 소식, 그리고 다양한 소식 등을 폭넓게 다루며 기본적인 자동차 지식이 없는 사람도 편하게 읽을 수 있는 여러가지 가벼운 정보와 소식도 함께 전달한다.